# Conalia melanops
Conalia melanops är en skalbaggsart som beskrevs av Ray 1946. Conalia melanops ingår i släktet Conalia och familjen tornbaggar. Inga underarter finns listade i Catalogue of Life.